# Тер-Ованесян Арам Аветисович

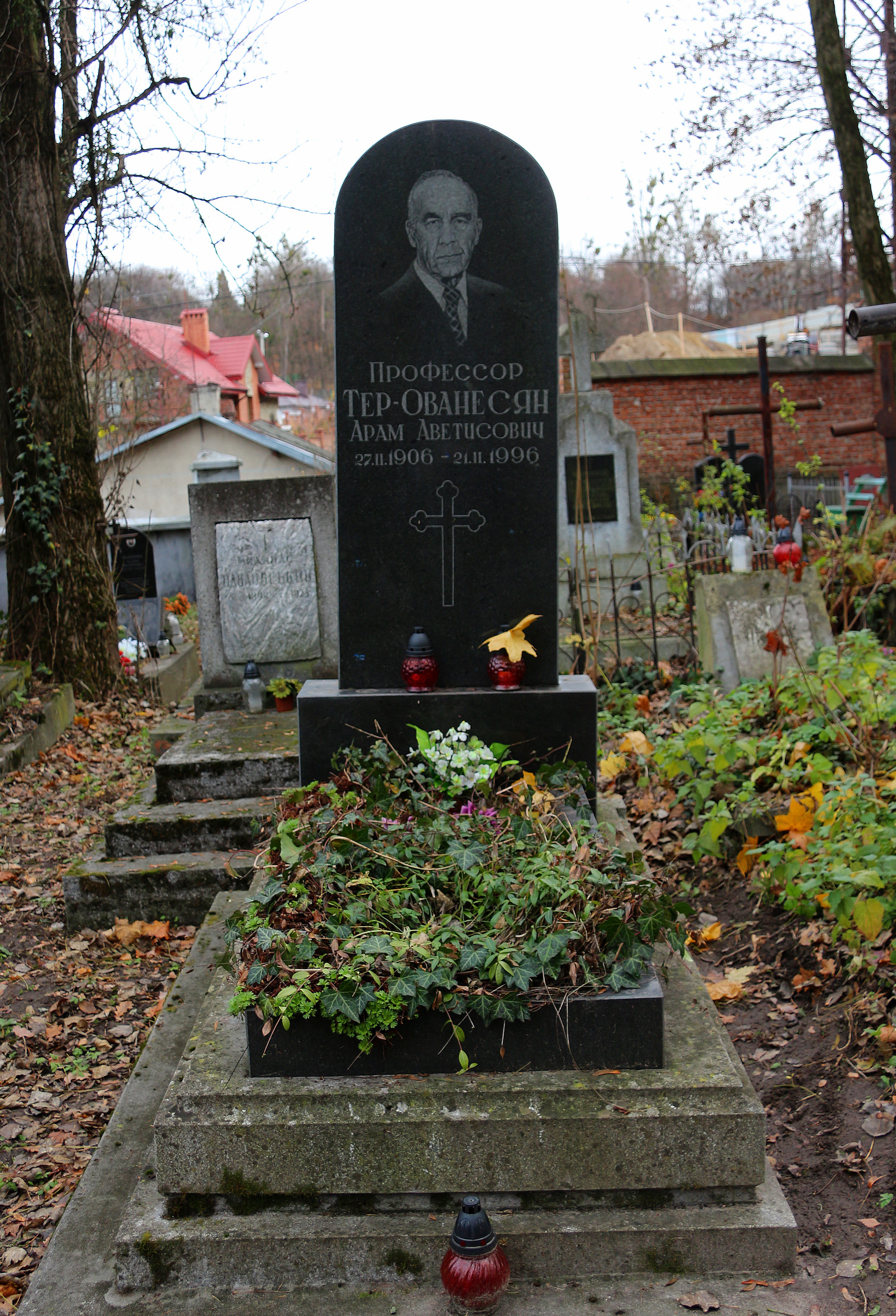

Ара́м Авети́сович Тер-Ованеся́н (27 лютого (1 березня) 1906 — 21 лютого 1996, Львів) — радянський легкоатлет, рекордсмен СРСР з метання диску, Заслужений майстер спорту СРСР, доктор педагогічних наук, професор, тренер з легкої атлетики.
Батько Ігоря Тер-Ованесян, рекордсмена світу у стрибках в довжину, олімпійського призера і тренера.

## Біографічні відомості
Розпочав свою роботу у Львові 45 років тому[коли?] вже вченим. Перед цим він, кандидат педагогічних наук, працював у Москві на кафедрі теорії фізкультури в Центральному державному інституті фізкультури. Зі столицею довелось розпрощатися після того, як прилюдно виступив на захист теорії Бернштейна — засновника біокібернетики. Тоді подібне вільнодумство не дарували, і покарання настало негайно: перевели на роботу до далекого Львова. Щоправда, з Україною Арам Аветисович мав зв'язки і раніше.

## Професійна діяльність
З 1934 року був тренером з легкої атлетики, чотири роки працював у Київському НДІ фізкультури, очолював легкоатлетичну збірну Києва, а водночас і українську федерацію з легкої атлетики з цього виду спорту. З Україною Тер-Ованесяна розлучила війна: разом з військовим шпиталем, в якому працював, його евакуйовано до Середньої Азії. А після війни — Єреван, Москва і — заслання і водночас повернення на Україну. Тут, у Львівському інституті фізкультури, він стає доктором наук, ученим зі світовим іменем, творцем власної педагогічної школи.
Арам Аветисович першим створив у педагогіці струнку систему фізичного виховання, основою якої є триєдність: навчання, виховання, тренування. 
Похований у Львові , на 66 полі Личаківського цвинтаря. 

## Праці
Його праця «Спорт» (1967) стала першим в Україні справжнім підручником, настільною книгою студентів і викладачів фізкультури. 
80-річчя ученого ознаменувалось виходом його дослідження «Педагогіка спорту» 
У 1992 році побачила світ книга «Обучение в спорте», яку він написав у співавторстві із сином Ігорем.
- «Спорт» (1967)
- «Обучение в спорте» (1992; співавтор)